# 篠原拓夢
篠原 拓夢（しのはら たくむ、1991年10月4日 - ）は、日本の男性声優、演出家、脚本家、声優。劇団モカイコZ代表。
長野県出身。以前は、81プロデュースに所属していた。

## 出演

### テレビアニメ
2011年
- C3 -シーキューブ-（配達員、男子生徒、生徒、男子）
- SKET DANCE（不良）
- ダンタリアンの書架（若者）
- プリティーリズム・オーロラドリーム（野次馬B）
- メタルファイト ベイブレード 4D（ベイ林拳士B）

2012年
- プリティーリズム・オーロラドリーム（部下）

### OVA
2011年
- 姫ギャル♥パラダイス ラブ&ビューティー★（直人の友人）

### ドラマCD
- ドラマCD 艶漢（同僚4）

### ラジオ番組
- 宮田幸季のNight Lovecall（ラジオ大阪）※アシスタント・パーソナリティー

### 舞台
- 劇団モカイコZ
  - 旗揚げ公演『風ノ魔モノ』（2013年8月31日、上田映劇）※作・演出・出演
  - 第2回公演『サニーサイドと魔女』（2014年3月15日・16日、上田映劇）※作・演出・出演

### その他
- バガタウェイ（ひったくり）※コミドラ　※コミックTVだっしゅ：第3回・第4回[4]
- サムライドライブ（生徒4、生徒）※コミドラ　※真・週刊コミックTV＋：第71回・第72回[5]